# 巡回畳み込み
巡回畳み込み（じゅんかいたたみこみ、英語: circular convolution）あるいは循環畳み込み（じゅんかんたたみこみ、英語: cyclic convolution）とは、二つの非周期関数に対し、一方の周期和を用いて、もう一方を通常の方法で畳み込むことを意味する。このような状況は巡回畳み込み定理の文脈において現れる。もし無限の積分区間が、ちょうど一周期分へと減らされた場合には、両方の関数の周期和として、同様の畳み込み作用を表現することが出来る。このような状況は離散時間フーリエ変換の文脈において現れ、周期畳み込みとも呼ばれる。特に、二つの離散シーケンスの積に対する離散時間フーリエ変換は、各シーケンスに対するその変換の周期畳み込みである。
周期 T の周期関数 xT　と、他の関数 h との畳み込みはふたたび周期関数となり、次のような形で、有限区間の積分として表現される:
{\displaystyle {\begin{aligned}(x_{T}*h)(t)\quad &{\stackrel {\mathrm {def} }{=}}\ \int _{-\infty }^{\infty }h(\tau )\cdot x_{T}(t-\tau )\,d\tau \\&=\int _{t_{o}}^{t_{o}+T}h_{T}(\tau )\cdot x_{T}(t-\tau )\,d\tau .\end{aligned}}}
ここで to は任意のパラメータであり、hT は h の周期和で、それは次のように定義される:
{\displaystyle h_{T}(t)\ {\stackrel {\mathrm {def} }{=}}\ \sum _{k=-\infty }^{\infty }h(t-kT)=\sum _{k=-\infty }^{\infty }h(t+kT).}
この演算は関数 xT と hT の周期畳み込みである。もし xT が他の関数 x の周期和であるなら、同様の演算は関数 x と h の巡回畳み込みと呼ばれる。

## 離散シーケンス
同様に、周期 N の離散シーケンスに対して、関数 h と x の巡回畳み込みを次のように書くことが出来る:
{\displaystyle {\begin{aligned}(x_{N}*h)[n]\ &{\stackrel {\mathrm {def} }{=}}\ \sum _{m=-\infty }^{\infty }h[m]\cdot x_{N}[n-m]\\&=\sum _{m=-\infty }^{\infty }\left(h[m]\cdot \sum _{k=-\infty }^{\infty }x[n-m-kN]\right).\end{aligned}}}
これは行列の乗法に対応し、その積分変換の核は巡回行列である。